# .eus

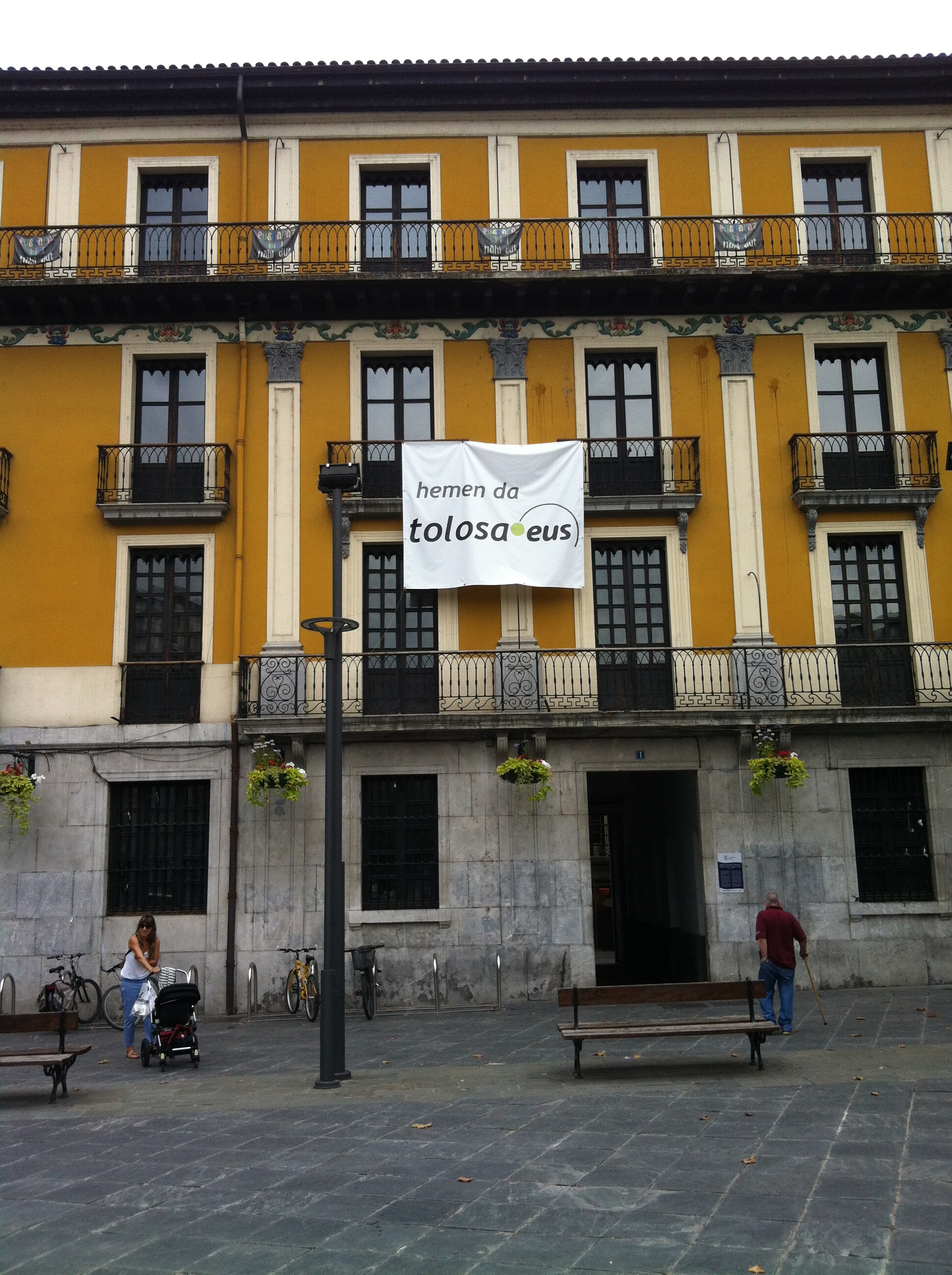
Un banner pubblicitario .eus

.eus è il dominio di primo livello per la lingua basca. L'abbreviazione eus deriva dall'endonimo basco euskara, che significa "lingua basca". Prima della sua creazione, a questo scopo veniva utilizzato anche il dominio .eu (Unione Europea), anche se in maniera non ufficiale.

## Storia
Nel maggio del 2012, la fondazione PuntuEus ha presentato domanda all'ICANN per ottenere un dominio che rappresentasse la lingua basca. Il 10 giugno 2013 l'ICANN ha approvato la creazione del dominio. L'uso del nome di dominio è stato limitato fino a marzo-aprile 2014. L'ICANN ha creato un programma di lancio qualificato eus che ha consentito ad alcuni siti Web di rivendicare un dominio .eus prima di questa data di registrazione pubblica.

## Politica di registrazione
Come molti nomi di dominio, .eus prevede dei requisiti per la registrazione dei siti, che devono seguire la politica di registrazione stabilita dal TLD .eus, l'accordo di registrazione fornito dal registrar sponsor e qualsiasi altra politica stabilita da ICANN.
Coloro che si registrano devono essere membri della comunità linguistica e culturale basca e avere un sito web che sia vantaggioso per la comunità. I nomi di dominio con estensione .eus vengono elaborati in ordine cronologico di ricezione del dominio.